# Ernst Osterkamp
Ernst Osterkamp (* 24. Mai 1950 in Tecklenburg auf dem Bauernhof „Osterkamp“) ist ein deutscher Germanist, Hochschullehrer und Literaturkritiker. Von 2017 bis November 2023 war er Präsident der Deutschen Akademie für Sprache und Dichtung und gilt als „einer der renommiertesten Germanisten des Landes“, als „bedeutender Kenner Goethes“ und „als glänzender Stilist“.

## Leben
Ernst Osterkamp studierte von 1968 bis 1977 Germanistik, Sozialwissenschaften und Philosophie in Münster, wo er 1977 mit einer motivgeschichtlichen Studie über „Darstellungsformen des Bösen“ am Beispiel des Teufels als Lichtbringer promoviert wurde. Die prägenden Einflüsse der Studienjahre waren Theodor W. Adornos Ästhetische Theorie und Hans Blumenbergs Vorlesungen.
Danach arbeitete er ein Jahr als freier Verlagsmitarbeiter und wurde 1979 wissenschaftlicher Assistent am Institut für Germanistik der Universität Regensburg. 1988 habilitierte er sich in Regensburg und wirkte dort bis 1992 als Privatdozent.
Es folgten 1992 eine Gastprofessur an der Universität Würzburg und eine Professur für deutsche Literatur an der Humboldt-Universität zu Berlin, nachdem er Rufe an die Universitäten in Kiel und Bochum abgelehnt hatte. Der Neuaufbau des Instituts für Deutsche Literatur an der Humboldt-Universität – alle Mitarbeiter mussten sich neu bewerben – Anfang der 1990er Jahre bot Ernst Osterkamp ein „Experimentierfeld“, das „hochattraktiv“ gewesen sei. Nach einem Verlängerungsantrag von einem Jahr ging Ernst Osterkamp im November 2016 in den Ruhestand.
Ernst Osterkamps wissenschaftliches Interesse gilt der Literatur des Barock (darunter Johann Christian Günther), der Frühaufklärung, der Klassik (neben Goethe – der „Autor, der mich am meisten beschäftigt hat“ – auch Winckelmann, Schiller sowie Caroline und Wilhelm von Humboldt) und der Moderne (insbesondere George und Borchardt, zu denen er „wegweisende Deutungen [vorlegte]“) sowie den Wechselbeziehungen zwischen Dichtung, bildender Kunst und Oper.
Zu seinen „Meisterschülern“, die er als akademischer Lehrer wesentlich förderte, zählen Jens Bisky und Steffen Martus.
Seit etwa 1990 führte sein „literaturkritisches Verhältnis zu den Texten“, das er als „leidenschaftlicher Leser“ habe, dazu, dass er zahlreiche Rezensionen für die Frankfurter Allgemeine Zeitung schrieb.
Er ist ordentliches Mitglied der Akademien der Wissenschaften in Mainz (seit 2003), in Berlin-Brandenburg (seit 2006) und der Deutschen Akademie für Sprache und Dichtung (seit 2010; Wahl zu deren Präsident im Oktober 2017, Wiederwahl im November 2020).
Ernst Osterkamp bezeichnet sich als „unersättlichen Leser“ und als das wichtigste Lektüreerlebnis seiner Kindheit eine Reiseerzählung von Karl May: „Das unfassbare Glück, das eine Buch, das ich zu Weihnachten geschenkt bekam, ist bis heute nicht nur in meiner Erinnerung, sondern in meinem ganzen Körper gespeichert: Der Schatz im Silbersee mit echtem Lederrücken und Lesebändchen, in herrlichster Geschmacksunsicherheit von der Deutschen Buch-Gemeinschaft ausgestattet und vertrieben: Das war ein Schatz, den man nicht nur lesen, sondern auch riechen, schmecken und streicheln konnte, zumal wenn man ihn mit ins Bett nahm.“ Sein „Lieblingsbuch“ ist Gottfried Kellers Roman Der grüne Heinrich.

## Schriften (Auswahl)

### Monographien
- Lucifer. Stationen eines Motivs (= Komparatistische Studien. Band 9). de Gruyter, Berlin/New York 1979, ISBN 3-11-084641-1 (zugleich Dissertation Münster (Westfalen), Univ., Fachbereich 07 Philosophie 1977).
- Im Buchstabenbilde. Studien zum Verfahren Goethescher Bildbeschreibungen. Metzler, Stuttgart 1991, ISBN 3-476-00764-2 (zugleich Habilitations-Schrift).
- „Ihr wisst nicht wer ich bin“. Stefan Georges poetische Rollenspiele (= Themen. Band 74). München, Carl Friedrich von Siemens Stiftung 2002, DNB 965257665.
- Die Götter – die Menschen. Friedrich Schillers lyrische Antike. Rede, gehalten im Juni im Lyrik Kabinett München. Lyrik Kabinett, München, 2005. ISBN 978-3-938776-00-1
- Einsamkeit. Über ein Problem in Leben und Werk des späten Goethe (= Akademie der Wissenschaften und der Literatur, Mainz. Abhandlungen der Geistes- und sozialwissenschaftlichen Klasse. Jg. 2008, Nr. 1). Steiner, Mainz/Stuttgart 2008, ISBN 978-3-515-09198-5.
- Poesie der leeren Mitte. Stefan Georges Neues Reich (= Edition Akzente). Carl Hanser, München 2010, ISBN 978-3-446-23500-7.
- Edna St. Vincent Millay. Deutscher Kunstverlag, Berlin/München 2014, ISBN 978-3-422-07240-4.
- Felix Dahn oder Der Professor als Held (= Themen. Band 106). München, Carl Friedrich von Siemens Stiftung 2019, ISBN 978-3-938593-32-5.

### Herausgegebene Sammelbände
- mit Otto Dann und Norbert Oellers: Schiller als Historiker. Metzler, Stuttgart/Weimar 1995, ISBN 3-476-01333-2.
- Rudolf Borchardt und seine Zeitgenossen (= Quellen und Forschungen zur Literatur- und Kulturgeschichte. Band 10 [244]). de Gruyter, Berlin/New York 1997, ISBN 3-11-015603-2.
- Wechselwirkungen. Kunst und Wissenschaft in Berlin und Weimar im Zeichen Goethes. Peter Lang, Bern u. a. 2002, ISBN 3-906770-13-3.
- mit Andrea Polaschegg und Erhard Schütz: Wilhelm Hauff oder Die Virtuosität der Einbildungskraft. Wallstein, Göttingen 2005, ISBN 3-89244-860-4.
- Wissensästhetik. Wissen über die Antike in ästhetischer Vermittlung (= Transformationen der Antike. Band 6). de Gruyter, Berlin/New York 2008, ISBN 978-3-11-020491-9.
- mit Andreas Beyer: Goethe Handbuch. Supplemente. Band 3. Kunst. Metzler, Stuttgart/Weimar 2011, ISBN 978-3-476-02163-2.
- mit Thorsten Valk: Imagination und Evidenz. Transformationen der Antike im ästhetischen Historismus (= Klassik und Moderne. Schriftenreihe der Klassik Stiftung Weimar. Band 3). de Gruyter, Berlin/Boston 2011, ISBN 978-3-11-025297-2.
- mit Christoph Markschies: Vademekum der Inspirationsmittel. [Im Rahmen des Jahresthemas 2011/2012 „ArteFakte – Wissen ist Kunst, Kunst ist Wissen“.] Wallstein, Göttingen 2012, ISBN 978-3-8353-1231-9.
- mit Stephan Leibfried, Christoph Markschies und Günter Stock: Berlins wilde Energien. Portraits aus der Geschichte der Leibnizschen Wissenschaftsakademie. de Gruyter, Berlin/Boston 2015, ISBN 978-3-11-037598-5.

### Herausgegebene Reihen und Zeitschriften
- mit Werner Röpke: Quellen und Forschungen zur Literatur- und Kulturgeschichte. Begründet als Quellen und Forschungen zur Sprach- und Kulturgeschichte der germanischen Völker von Bernhard ten Brink und Wilhelm Scherer. de Gruyter, Berlin/New York 1995 ff, Band 1 (235) ff.
- als Mitherausgeber: Zeitschrift für Germanistik. Neue Folge. Band IV (1994)–VIII (1998).
- mit Wilfried Barner, Christine Lubkoll und Ulrich Ott: Jahrbuch der Deutschen Schillergesellschaft. Band 43 ff. (1999 ff.).
- als Mitherausgeber: Transformationen der Antike. de Gruyter, Berlin/New York 2007 ff. Band 1 ff.
- mit Wolfgang Braungart und Ute Oelmann: Castrum Peregrini. Neue Folge. Band 1 ff. Wallstein, Göttingen 2008 ff. [Zeitschrift zu Stefan George und seinem Kreis].

### Autobiographisches
- Vorstellungsrede (2010). In: Netzseite der Deutschen Akademie für Sprache und Dichtung.